# سوراتا (سانتاندر)
سوراتا (انگلیسی: Suratá) نام یک منطقه مسکونی در کلمبیا است.